# Astragalus lacei
Astragalus lacei är en ärtväxtart som först beskrevs av Syed Irtifaq Ali, och fick sitt nu gällande namn av Christina Hedwig Kirchhoff. Astragalus lacei ingår i släktet vedlar, och familjen ärtväxter. Inga underarter finns listade i Catalogue of Life.